# Consorzio di bonifica Alta e Media Pianura Mantovana

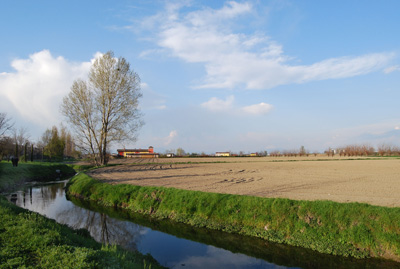
Il Tartaro nei pressi di Castel Goffredo

Il Consorzio di bonifica Alta e Media Pianura Mantovana è stato costituito ai sensi della legge regionale n° 59/84 e della delibera del Consiglio regionale 26 marzo 1986 n° IV/213 ed è entrato nel pieno esercizio delle proprie funzioni con decorrenza 1º gennaio 1994.
Il comprensorio comprende per intero i comprensori dei preesistenti Consorzi di bonifica Medio Mantovano, Destra Mincio e Alto Mantovano, con l'inclusione di alcune ulteriori zone di ampliamento.
Il comprensorio del Consorzio di bonifica Alta e Media Pianura Mantovana occupa indicativamente la parte di pianura padana delimitata a ovest dal fiume Chiese, a sud dal fiume Oglio e ad est dal fiume Mincio.
La superficie territoriale è di 57.878 ettari che interessano 23 comuni in provincia di Mantova (Acquanegra sul Chiese, Asola, Canneto sull'Oglio, Casalmoro, Casaloldo, Casalromano, Castel Goffredo, Castellucchio, Castiglione delle Stiviere, Cavriana, Ceresara, Curtatone, Gazoldo degli Ippoliti, Goito, Guidizzolo, Marcaria, Mariana Mantovana, Medole, Piubega, Redondesco, Rodigo, Solferino, Volta Mantovana) e 1 in provincia di Verona (Valeggio sul Mincio).
Ha la sede nella città di Mantova.
Con decreto n. 7170 del 6 agosto 2012 il Presidente della Giunta Regionale della Lombardia ha soppresso il Consorzio di bonifica Alta e Media Pianura Mantovana con decorrenza 14 novembre 2012 e le sue funzioni sono state assunte dal neocostituito Consorzio di bonifica Garda Chiese.